# First impression (野猿の曲)
「First impression」（ファースト・インプレッション）は、日本の歌手グループ、野猿 feat.CAのシングル。｢野猿｣としては、7枚目のシングルとなる。2000年2月2日発売。

## 解説
- フジテレビ系ドラマ『お見合い結婚』オープニングテーマ曲。
- メインボーカルは、音声スタッフのCAこと荒井千佳。2ndアルバム『evolution』の収録曲「Dreamin'」にもボーカルとして参加している。
- 野猿の全シングル曲の中で、ボーカルの平山晃哉が唯一ソロパートを持たない曲である。
- 『お見合い結婚』のエンディングのスタッフロールの表記が「YAEN」ではなく「YEAN」になっていた放送回があった。
- カップリング曲の「TODAY」は野猿とCA、作詞作曲の秋元康、後藤次利と『とんねるずのみなさんのおかげでした』の全スタッフによる合唱となっている。
- 本作からマキシシングルとなった。それと同時に本作以降のシングルはそれまでの2曲から3曲収録となる。
- 野猿最大のヒットシングルとなった[1]。

## 収録曲
1. First impression 
作詞：秋元康 / 作曲・編曲：後藤次利
2ndアルバム『evolution』、ベストアルバム『撤収』に収録
2. 泳げない魚 
作詞：秋元康 / 作曲・編曲：後藤次利
平山・荒井によるデュエット曲。
3. TODAY
作詞：秋元康 / 作曲・編曲：後藤次利
フジテレビ系『とんねるずのみなさんのおかげでした』エンディングテーマ曲
4. First impression -Instrumental-
5. 泳げない魚 -Instrumental-
6. TODAY -Instrumental-